# Кизилагаш (Сиримський район)
Кизилага́ш (каз. Қызылағаш) — село у складі Сиримського району Західноказахстанської області Казахстану. Входить до складу Аралтобинського сільського округу.
Населення — 218 осіб (2021; 306 у 2009, 505 у 1999, 538 у 1989).